# サイコフレーム
サイコフレーム (Psycho Frame) は、『ガンダムシリーズ』のうち宇宙世紀を舞台とする作品に登場する、架空の技術および工業部材。初出は、1988年に公開された劇場アニメ『機動戦士ガンダム 逆襲のシャア』。
サイコミュの基礎機能を持つコンピューター・チップを、金属粒子レベルで鋳込んだモビルスーツ (MS) 用の構造部材である。

## 設定の経緯
『逆襲のシャア』監督の富野由悠季から「（それまでの）ガンダム世界とは1段違うレベルのテクノロジーを出してほしい」と要望があり、メカニカルデザインに参加していたガイナックスの社長（当時）であった岡田斗司夫がプレゼンをおこなった。その際、岡田はサイコフレームの電子顕微鏡レベルの拡大図をみずから描いて用意したが、この図はそのまま劇中でも使用された。電子雲の隙間にある青い「粒」がサイコミュであるとのこと。

## 設定概要
アクシズでのアハヴァ・アジールによる前身技術の研究を経て、新生ネオ・ジオンのシャア・アズナブルによって開発された技術。
ヤクト・ドーガを設計する際に、サイコミュに必要とされる装置自体を小型化したことで省略された機能を代替するため開発された経緯を持つ。サイコミュシステムの運用にあたっては、システム自体のサイズが機体設計の自由度を奪っていたが、サイコフレームでは根幹となるコンピューター・チップを鋳込み、構造部材として取り入れることに成功。搭載スペースの大幅な削減、そして本体重量の軽量化が達成可能となっている。これにより、従来は大型MAにしか採用できなかったサイコミュシステムをMSサイズに無理なく搭載することが可能となり、加えてコクピット周辺や機体各所へ分散配置することで、機体の駆動系にパイロットの意思を直接伝え、追従性の大幅な向上を実現している。なお、チップ単体では実効的な効果を持たないためサイコミュシステムとして機能させるにはメインとなる装置が別途必要になるが、サイコフレーム単体でフル規格サイコミュと同等の性能を発揮した事例も挙がっており、相乗効果も含めてサイコミュという概念を一変させるポテンシャルを秘めている。以上のように優秀なサイコミュ機材ではあるが、搭載機の性能を必ずしも担保するものではない。
技術的には未解明の部分が多く、例として「ラプラス事変」ではアナハイム・エレクトロニクス技師のアーロン・テルジェフが、「ユニコーンガンダムのサイコフレームがなぜ発光するのかわかっていない」と語っている。その一方で、「さして精製が難しいものではない」ともされる。

## 機能と特性

### 感応波の受信
サイコミュの基本機能。パイロットの感応波だけでなく周囲の人間の感応波も受信し、パイロットにフィードバックすることで反応速度を向上させた。サイコフレームでは従来のサイコミュより受信許容量や速度が大きく向上し、機器の安定性も高まった。感応度の向上などニュータイプの脳波の増幅・送受信機としての機能が想定されていたが、微弱なオールドタイプの脳波も送受する作用が存在し、感知能力を先鋭化させたり、遠く離れた人に意思を伝えたり、人の意思が集中する接点となる現象が起きている。アムロ・レイのようなニュータイプがサイコフレームを使えば、敵のパイロットの意思まで読み取れることを期待されていた。

### 軽量性
サイコ・フレームは従来のフレーム材よりも軽量で、νガンダムがコクピット周辺の素材を換装した際には、本体重量が3kg軽量化された。劇中オクトバーも「（軽量化されても）強度は上がっていますから、絶対危険じゃありません」とチェーンに解説している。しかし実際のところはAE社内の見解としても、この当時のサイコフレームはフレーム材として使用するには強度不足が指摘され、そもそも素材自体が従来素材より強度で優っているという意味ではなかった。νガンダムのロールアウトが近づいていた段階でサイコフレームの導入が急遽決まった為、そのまま同じ単純にコックピット周辺スペース内に組み込んでも当然、必要強度は得られない。ここで仮に強度不足を補おうとコックピット周辺部の厚みを増そうにも、νガンダム自体は既にサイコフレームを前提とせず基礎設計と試験製造が進んでいた為、コックピット周辺スペースの拡張は難しかった。その為、オクトバー達が折り曲げや肉抜きなどの複雑な加工を施すといった工夫を凝らした結果、3Kgの軽量化と同時に強度向上を達成しているという訳であった。

### 高い強度
開発当初のサイコフレームはフレームと名を冠しながらもAEの社内規格基準では構造強度保証値が不十分で、例えアムロの提言であってもフレーム構造材としては使用するには必要強度の基準を満たさず、コックピット周りや機体各所に分散配置する事となった。しかし第二次ネオ・ジオン抗争後にも表向きは開発中止とされつつも研究は続けられ、強度面の問題が解消されたことにより、ユニコーンガンダムではムーバブルフレームそのものをサイコフレームで構成する事が可能となった。特に感応波を受けて稼働状態となったサイコフレームは理論値を超えた高い強度を発揮する。例としてアニメ版『機動戦士ガンダムUC』において、フル・サイコフレーム機であるユニコーンガンダムがサイコフレームを緑色に輝かせた状態では、同機のマニピュレーターがネオ・ジオングのアーム・ユニットとの激突に一方的に競り勝っている。
しかしながら「破壊されない」というわけではなく、ユニコーンガンダム（サイコフレームが赤色に発光）のシールドは表面からバルカンを、裏面からEパックの爆発を受けた際には爆散しており、シールドファンネルとして稼働後（サイコフレームが緑色に発光)）もローゼン・ズールのクローによって破壊されている。他にもバンシィ・ノルンの各アームド・アーマー、そしてムーバブル・フレームは、こちらもサイコフレームの輝く稼働状態であっても破壊されている。劇場用アニメ『機動戦士ガンダムNT』では、サイコフレーム資材を外装したナラティブガンダム（C装備）が、デストロイモードと見紛うばかりに赤く輝いていたが、シールドがビーム・ライフルの直撃で吹き飛んだのを皮切りに、最終的には撃墜にまで追い込まれている。
制作側のコメントとしては、アニメ版『機動戦士ガンダムUC』のストーリー担当として福井晴敏が、インタビューで「サイコフレームというのは、発動状態になると、いわゆる物理法則を飛び越えて異常に固くなるなど、オリハルコン的金属である。」と語っている。

### バリアー機能と出力の増大
旧来のサイコミュでも見られた機能だが、対ビーム・バリアーの形成、機体の出力増大が認められる。実際、サイコ・フレーム試料を身に着けていたチェーン・アギはα・アジールからのビーム攻撃を無効化した。また、ユニコーンガンダム（デストロイモード）のジェネレーター出力、スラスター総推力が測定不能と記述されているのはこの為であると考えられている。
劇場アニメ『機動戦士ガンダムNT』では、89式ベース・ジャバーに乗ったミシェル・ルオがサイコフレームの資材を戦闘宙域にばら撒き、そこにフェネクスの放ったサイコ・ウェーブ（感応波）が共鳴することで、ミシェルの命を依代にしてをナラティブガンダムの周囲にバリアーを発生させている。このバリアーは、IIネオ・ジオングの大型ビーム・ソードに叩き割られるまでヨナ・バシュタを守り続けた。

### 思考による機体操作とファンネル操作難度の緩和
旧来のサイコミュでも部分的に実現していた機能だが、サイコフレームはより高度化しており、パイロットの脳波（思考）を直接駆動系に伝達できるため、機体の追従性が大幅に向上している。理論上では、操縦桿を介さずにMSの操縦が可能である。事実、ユニコーンガンダム1号機においては機体からかなり離れた位置にいるバナージ・リンクスの意思によってコクピットが無人にもかかわらず起動、行動している。
ファンネルに代表されるサイコミュ制御式攻撃端末の操縦難易度も、サイコフレームの力により大幅に下がることになった。開発当初の段階では、普通の人間がサイコミュを使うと生理的な強迫観念にとらわれて自滅してしまう欠点があったが、サイコミュとサイコフレームの併用により一般的なパイロットでも脳波誘導できることを期待されていた。

### 共鳴効果
サイコミュにも見られた機能だが、サイコフレームも他者の思考を共鳴させる機能が備わっている。
シャア・アズナブルはこの機能を使って、人類全体に謙虚さを教示することも考えていた。またナナイ・ミゲルはそのプランに対して、冗談交じりにサイコフレームで地球を包めれば、可能かもしれないと語った。
アクシズに取り付いたνガンダム、サザビーのコクピット・ブロックから発せられたサイコ・フレームの光は、地球の向こうにいた地球連邦軍の88艦隊を洗脳して、アクシズにジムIIIやジェガンを取り付かせた。これにブライト・ノアは「今頃になってどういうことなんだ？」と動揺を隠せなかった。

### 共振現象
サイコフレーム同士は共振を起こす。
νガンダムのサイコフレームに反応して、サザビーのカプセル内のサイコフレームも共振を起こし、ガンダムとカプセルの接触部が発光し、その光は拡大して行き、他のMSを跳ね飛ばしていった。

### 発光現象
人の意思が集中し過ぎて、オーバーロードを起こしたサイコフレームは発光する。その光は、オーロラに似た鮮やかなもので、シャア曰く、恐怖を感じさせない、暖かさと安心を感じさせた。
『逆襲のシャア』では、戦闘中にサザビーやνガンダムが緑色に発光した。νガンダムがアクシズに取り付いた際には、そんなエネルギーがどこにあるのか、機体そのものが光の化身になったかのように、地球光が色褪せる程に発光を強めた。この現象は、「人類が観測した最初で最大の規模」であったとされる。
『機動戦士ガンダムUC』、『機動戦士ガンダムNT』に登場するRX-0系列機は、感応波を感知すると全身の装甲を展開、サイコフレームを露出させるデストロイモードに“変身”する機構を有する。この時、露出したサイコフレームはパイロットらの意思を受けて赤、金、青そして緑色に発光する。ただし当然ながら、「兵器」にとってこの発光は、敵機からの被発見率の増大につながるため、デストロイモード時の問題点のひとつとなってしまっている。
制作では、『NT』において監督の吉沢俊一が、ナラティブガンダムとC装備のサイコフレームが赤く光るのは脚本担当の福井晴敏のオーダーであり、ほかの機体の発光色はスタッフ全体で相談しながら決めたと明かしている。また、福井は後年のインタビューで、ユニコーンガンダムのサイコフレームが赤く光るのは単に「通電」している状態であり、虹色（薄緑色）に光っているときは『逆襲のシャア』のラストのνガンダムと同じく、人の想いの「媒介装置」として「あの世」の扉が開きかけている状態であると考えをコメントしている。

## サイコフレームで作られた道具

### サイコフレーム試料
劇場用アニメおよび小説版『機動戦士ガンダム 逆襲のシャア』に登場する。事前通知なしでアナハイム側がνガンダムに搭載した新素材サイコフレームをテストするため、ロンド・ベルに合流したチェーン・アギの元へνガンダムの開発担当オクトバー・サランから送られたT字型の金属。
これをノーマルスーツの腰元に装着したチェーンは、ラー・カイラムの機銃を手動で操作してレズン・シュナイダーが操縦するギラ・ドーガの激しい機動を読んで撃墜、α・アジールのビームに対してバリアーを貼るなど不思議な現象が起こった。劇中終盤、少しでもサイコフレームが多い方がアムロが有利になるとの理由で、チェーンが戦場に届けようとしたが彼女は機体を撃破され戦死、チェーンの元から離れたサイコフレーム試料は戦場を彷徨うことになった。しかし、チェーンが残したサイコフレームの試料片が契機となり、戦場に集う人々の意識が繋ぎ合わされ、ついに地球に落下しつつあるアクシズを引き戻すほどの力を発揮した。
小説『機動戦士ガンダム 逆襲のシャア 中篇』では、サイコ・フレーム試料をテストしている様子が描写された。疲労テストデータは一万時間までは保証されていたが、これを見たアムロは「これでは俺を殺す気だ、もっと長い時間のデータが要る」とオクトバーに言った。倍加強度は80Gまでは確認済みで上限は120G、試料によって多少のバラツキが観察されていた。これに対しアムロは最大値で揃えるように注文を出し、オクトバーは焼き込みの時の重力制御が甘かったのだろうと考察し、脳波変換のアクセス・チップの並べ方を詰めて改善する事を提案した。サイコフレームの試料は、νガンダムに採用するためモビルスーツ二、三機分のテストを行うなど大量に作られていた。アムロはサイコフレーム技術が、軍以外に使ってはいけない性格のものだと感じ、一技術者レベルで取り扱っていいものではないと評した。オクトバー曰く、サイコフレームは全社的に核兵器と同じレベルでの機密管理を行っており、サイコフレーム試料も封印して破棄を行っている。だがこれに不信感を持ったアムロは、極秘事項として軍からもチェックさせるとチェーンに言った。

### RX-0専用パイロットスーツ
アニメ版『機動戦士ガンダムUC』に登場する。ヘルメットなどにサイコフレームを搭載しており、感応波の増幅やシステムとのマッチングが強化されたとされる。

### サイコ・スーツ
劇場用アニメおよび小説版『機動戦士ガンダムNT』に登場する。サイコフレームが仕込まれたパイロットスーツ。
劇中では、ナラティブガンダムに搭乗する際、ヨナ・バシュタが着用している。ナラティブガンダム A装備の複合特殊兵装サイコ・キャプチャーは、サイコ・スーツの力を借りて起動させる。装着者、もしくは外部のサイコ・ウェーブ（感応波）に反応して、スーツのサイコフレーム部分が赤く発光し、ヘルメットのバイザーにニュータイプ特有の閃きのような光が煌めく。
ヘルメット部分の分厚いバイザーなど、かなりの重量を持った重装備で、着ているだけで装着者の体力を激しく奪う。また、着脱は1人では重過ぎてできないので、ルオ商会専属のメカニックの介助を必要としていた。
終盤、ヨナがナラティブのコア・ファイターからフェネクスへ移動する際、宇宙空間に破棄された。

### サイコプレート
漫画『機動戦士MOONガンダム』に登場する。G-ドアーズ、ムーンガンダム、サイコバウに装備されているサイコミュ兵装。
それぞれが研究段階のサイコフレーム素材で構成されたファンネルの集合体で、「ミスター・エンキドゥ」なる人物の技術協力を受けたティターンズ残党が、「サイコガンダムMk-II」のリフレクター・ビットを発展させ完成された。技術協力を行った人物の正体はシャア・アズナブルであるとされる。作中のメカニック担当者の会話によれば、極小チップまたはセンサーがハニカム状に埋め込まれたもので、コンピューターチップを素材そのものに鋳込んだサイコフレームとではチップの密度で差異がある。
メガ粒子砲は備えていないが、ニュータイプ能力者との共振により非常に硬度が上がるサイコフレームの特性に近いものを備え、作中ではビーム・ライフルの直撃にも耐えているようにシールド並の堅牢さを持っている。推進機も備わっており宇宙空間での高速移動が可能で、パイロットのアイディア次第で分割・合体、レイアウトを思いのままに変えられ、時には盾にも矛にもなる攻防一体の装備である。
単なる兵器ではなく、それ自体が機体本体の操縦性や反応速度を向上させる外付け式のサイコミュ装置としての役割も持つが、これはサイコプレートがまだ研究段階で後のサイコフレームのような小型化には至っていないため、操縦席に張り込むことができないという技術的な限界によるものであるという設定。

## サイコフレーム技術の応用

### 改良型サイコフレーム
νガンダム ヘビー・ウェポン・システム装備型の駆動系に採用された。詳細不明。

### フルサイコフレーム
「シャアの反乱」後にアナハイム・エレクトロニクス社は極秘裏に研究、開発したことで新型のサイコフレームを開発した。このサイコフレームは以前の物と比べムーバブル・フレーム全身に使うことへの強度と生産性の問題をクリアしている。これを用いてユニコーンガンダムではムーバブル・フレームそのものを、サイコフレームを使って構築した「フルサイコフレーム構造」を実現しており、サイコミュオペレーションシステム「NT-D」と連動させることで、測定不能な程の出力と高機動性を実現している。ただし、パイロット自体の肉体的・精神的負荷も甚大であるため、NT-D発動時間は5分という制限（通常時はレスポンスにリミッターがかかる）が設けられている。ユニコーンガンダム1号機は発光色が赤、2号機バンシィは金、そして後に搭乗者のバナージとリディがニュータイプとして覚醒した際には両機とも緑色へと変化している。なお、連邦軍が主導で開発した3号機は青に発光する。
サイコフレーム機にはサイコミュ母機との連携が解説された資料もあるが、フルサイコフレーム機についての母機の設定は判明していない。

### マルチプル・コンストラクション・アーマー
マルチプル・コンストラクション・アーマー（Multiple Construction Armor、MCA=多機能装甲）構造とは従来のムーバブル・フレーム構造材に代わるもので、それぞれの部材を単機能にはせず、構造材、電子機器、装甲としての機能を合わせ持つ部材にする技術である。
これはサイコフレーム製造で確立された「構造材にコンピュータ・チップを金属粒子並みの大きさで盛り込む技術」を応用し、情報伝達及び処理を行うとともにエネルギー伝達回路としても働く多機能で複雑な構造材が開発された。なおこの構造はフレームだけでなく、装甲材にも使用されている。結果、小型MSは機体強度を維持したままで機体内の容積自体が激減して飛躍的な軽量化を達成し、既存のMSを遥かに超える高い機動性を獲得することに成功した。

## サイコ・フィールド
サイコフレームの共鳴（励起）によってきわめて大規模な物理的作用を引き起こす現象をさす。サイコフレームに集中した地球生命の集合無意識をエネルギーに転換するとの説、余剰次元の縮退質量から膨大なエネルギーを開放するなどの説があるが、実態は不明。その発生には二人以上の意思の共鳴が必須であるとされる。
波動、若しくは白熱した波動とも描写され。
オーロラ状に広がる光の帯を伴いながら莫大なエネルギーを発生させ、人智を超えた数々の不思議な現象を引き起こす。
宇宙世紀0093年、小惑星アクシズに取り付いたνガンダムが白熱し、そのオーバーロードした光より発する白い光の波で初めて確認された。約1億トンの質量が引力圏に引かれて落下するエネルギーは1.4×10の22乗J（ジュール）（メガトン級水爆300万発、コロニーレーザーソーラ・レイ照射200万日分のエネルギーに相当）という天文学的な数値に達しており、これを押し返したνガンダムの輝きは人類が観測した最初にして最大のサイコ・フィールドとなった。
後に「アクシズ・ショック」と命名されるこの人智を超えた現象以降、サイコフレーム搭載機により度々、規模は小さいとは言え同様の現象が確認される事となる。
アニメ『機動戦士ガンダムUC』では、宇宙世紀0096年5月4日にメガラニカに向けた発射されたコロニーレーザーを阻止するため、ユニコーンガンダムとバンシィ・ノルンのサイコフレームがサイコ・フィールドを展開。2機のユニコーンガンダムによって発生したサイコ・フィールドにより、照射中のコロニーレーザーを無効化している。その最中にユニコーンガンダムは、バナージの強い想いからサイコフレームが結晶化することで、究極形態“ユニコーンガンダム（光の結晶体）”へと変化している。
アニメーション映画『機動戦士ガンダムNT』では、宇宙世紀0097年にユニコーンガンダム3号機 フェネクスが、IIネオ・ジオングのサイコシャードが引き起こしたヘリウム3備蓄基地の臨界を無力化したうえ、IIネオ・ジオングを消し去っている。これはサイコ・フィールドでサイコ・フィールドを打ち消した例にあたる。

### 人工物の分解
ユニコーンガンダム（光の結晶体）や、ユニコーンガンダム3号機 フェネクスが見せた特性のひとつ。マニピュレーターから放たれた波動に触れたMSなど、人工物を分解する現象を起こす。RX-0シリーズ以外にも、フェネクスと接触したRX-9 ナラティブガンダムも同様の現象を発生させている。
ユニコーンガンダム（光の結晶体）は、ラプラス事変終盤において事態の収拾に現れた部隊単位の地球連邦軍MSへマニピュレーターを振るって波動を送る事で、各機の核融合エンジンを停止させている。『NT』では、この時起こった現象が調査されており、ユニコーンガンダムの放出した波動を受けて機能を停止したジェガンA2型のジェネレーターは“まるで組み立て前に戻ったよう”に分解された事が判明している。
上記のように超常的な効果を発するが、ナラティブガンダムのオプション兵装であるサイコ・キャプチャー（キャプチャー・フィールド）により相殺することも可能である。

### 精神感応
ウェブ小説・アニメ『機動戦士ガンダム Twilight AXIS』では宇宙世紀0096年のアクシズにおいて、アハヴァ・アジールに搭乗するアルレット・アルマージュの、彼女を庇うダントン・ハイレッグを死なせまいとする意思が、サザビーの残骸から回収していたサイコフレームと共鳴してサイコ・フィールドを発生させている。アルレットとダントン、そして敵パイロットのクァンタン・フェルモの3人は、その中でアルレット達の過去の情景を体験し、それに共感したクァンタンが退却することで、戦いが収束している。

## サイコシャード
サイコシャードとは、サイコフレームを搭載したモビルスーツやモビルアーマーがニュータイプパイロットとの交感能力を最大限にまで高めた際に生成する、疑似的なサイコフレームである。その外観から「光の結晶体」とも表現される。サイコシャードは、サイコフレームの中に封じ込められた金属粒子並みのコンピュータ・チップ（ナノサイズの集積回路）が周辺空間に散布され、更にそれらがサイコフレームが作り出す力場（フィールド）の中で結晶化して生成された物質と設定されている。機能面では、通常のサイコフレーム（フレーム部材）に準じるため、サイコフレーム同様にニュータイプパイロットと同調することで力場（サイコ・フィールド）を発生させる。なお、IIネオ・ジオングの光輪型サイコシャードは、ユニコーンガンダム3号機 フェネクス（デストロイモード）のビーム・サーベルによって両断されそのまま崩壊しているため、サイコフレーム同様こちらも破壊できないという訳ではない。
この技術はユニコーンガンダムの開発試験中に発生した偶然の産物であるとされ、ネオ・ジオングのサイコシャード発生器はその際のデータが「袖付き」に流出しそれを用いて完成したとされている。アニメ及び小説『機動戦士ガンダムNT』によれば、「袖付き」内では、シャアの亡霊に取り憑かれたフル・フロンタルが、この世ならざる知識でネオ・ジオングのサイコシャードを造り出したと噂が流れており、現にIIネオ・ジオングのサイコ・シャードは、ジオン共和国（「袖付き」残党）にとっては「動きはするがなぜ動くのかが分からない」という有様で、解析作業は進んでいなかったとされている。

### 疑似サイコ・フィールド
サイコシャードはサイコフレームと同様に、ニュータイプパイロットと同調することで「サイコ・フィールド」を発生させるが、サイコシャードを発生させた機体は、端的に言うならばサイコフレームが一時的に増量されたような状態のため、複数の人間の意志の集中によるオーバーロードが引き金になるという通常のサイコ・フィールドとは異なり、個人の意思で任意に疑似的なサイコ・フィールドを展開させられる。その疑似サイコ・フィールドは、使用者の意思を具現化する精神の力場であるという。ただし上述した史上最大のサイコ・フィールド「アクシズ・ショック」を生じさせたνガンダムのサイコフレーム積載量は決して多くはなかった事実から、サイコフレームの量が必ずしもサイコ・フィールドの強度や多寡を決定づける訳ではない。
アニメ『機動戦士ガンダムUC』に登場するネオ・ジオングのサイコシャードは、操縦者が望む脳内イメージや想念を実現・具現化できてしまうとまで言われており、劇中では「敵の火力を奪う」というイメージを実際の現象として具現化し、敵機体の武装類に干渉して自壊に追い込んだり、バナージ・リンクスに自身の人類への諦念を理解させたいと望んだ際には2人のニュータイプとしての認識能力を拡大させ、一年戦争時のアムロ・レイやララァ・スンのように精神的内面へと疑似的に“刻”を形象として垣間見せた。具体的にパイロットが望む脳内イメージをどこまで実現可能なのかなど、未だ数多くの謎を含んでいる。この“謎”の限界を表す一端として、WALL-G特別映像『機動戦士ガンダムUC ペルフェクティビリティ』におけるユニコーンガンダム ペルフェクティビリティとネオ・ジオングの戦闘では、アニメ版『UC』同様にフロンタルがペルフェクティビリティの武装を自壊させようとしたものの、アームド・アーマーVNは無傷で残った（干渉を受け付けなかった）という事例がある。
サイコシャードは、予備パーツを用いて建造されたIIネオ・ジオングにも引き継がれた。新サイド6におけるゼネラル・レビル艦隊との戦闘で使用し、ヘリウム3貯蔵タンク1基をサイコ・フィールドで包み込むとそのまま投げつけ、内部のヘリウム3単体を核融合反応臨界状態にして大爆発を引き起こしゼネラル・レビルを含めた艦隊を一網打尽にしている。後にこの戦闘はヘリウム3備蓄基地臨界爆発事故として報告・処理されている。ヘリウム3が臨界爆発を起こした原因は、サイコシャードのサイコ・フィールドによるものなのだが、劇中において事故の真相が公表されることはなかった。ジャーナリストのカイ・シデンがまとめたレポートによれば、臨界状態でないヘリウム3は単なるガスであるから、タンクに流れ弾が当たってもガス爆発が起こるだけであるという。また、ヘリウム3を臨界状態にしてエネルギーを取り出すには、融合反応が起こるだけの超高圧環境となっている密閉された融合炉が必要となるから、戦闘中に散布されたミノフスキー粒子がヘリウム3の原子核と結びつくという事態は物理的に起こりえない。タンク1基分のヘリウム3を臨界させるにしても、地球連邦軍全軍のミノフスキー粒子散布装置を集めてもまだ足りないくらいなのである。なお、この新サイド6での戦闘において、サイコシャードを展開、核融合反応に“力”を用いていたIIネオ・ジオングは、防御についてはIフィールドに頼りきっていた。この間、ジェガン隊にはブースターを、シルヴァ・バレト・サプレッサーにはアームユニットを損傷させられている（サイコ・フィールドを防御にまわせていない）。

## サイコフレーム技術の流転

### 意図的な技術の流出
- 宇宙世紀0093年
  - 『機動戦士ガンダム 逆襲のシャア』

劇中でオクトバー・サランがアムロ・レイとチェーン・アギに対して最初に説明していたのは、νガンダム搭載のサイコミュを使い敵の脳波を強化して受信し対応を早めるというアムロのアイデアを元に、アナハイムの材質開発部がサイコフレームを開発したという経緯だった。しかしオクトバーはチェーンに向けた手紙で、実際にはこの技術はアナハイムの材料開発部門が開発したものではなく、ネオ・ジオンから提供された技術であるということを明かしている。
新生ネオ・ジオンの総帥であるシャア・アズナブルは宿敵である地球連邦軍のアムロ・レイが新型のガンダムを開発している事を察知した為、技術格差を是正するためにアナハイム・エレクトロニクスのフォン・ブラウン工場側へサイコフレーム技術を意図的にリークしたのだった。またシャアの真意としては、アムロとMS戦で互角に戦いたかったというだけでなく、地球を自らの手で汚染することに恐れを覚えたことから、アムロに自分を止めてもらうべく、技術を与えたのだと真実を打ち明けている。
結果として、アムロの白いMS・νガンダムとシャアの赤いMS・サザビーに搭載されたサイコフレーム、そしてオクトバーの手紙に同封されたサイコフレーム試料が人類史上最大規模の“奇跡”を引き起こし、地球を救ったのだった。
なお、小説版「機動戦士ガンダム 逆襲のシャア ベルトーチカ・チルドレン」並びにオリジナルシナリオの「機動戦士ガンダム U.C. ENGAGE」では、シャアが5thルナでの戦闘で中破したサイコ・ギラ・ドーガ（後者ではギーセン・ドーガ）をギュネイ（前者ではグラーブ）に意図的に破棄させ、それを鹵獲し持ち帰ったアムロがファンネルのコントロール精度を上げる目的でνガンダムのコックピット周りに移植して実装している。U.C. ENGAGE版ではνガンダムの設計には最初から実装を想定した空間が球型コックピット外周に設けられており、それはオクトバーも知らなかった。

### 表向きの研究開発の中止
- 宇宙世紀0094年
  - 『CCA-MSV』『機動戦士ガンダムUC』

サイコフレームは「シャアの反乱」で実戦に供されて以後、開発側にも想定しきれない未知の特性により制御がきかなくなる可能性について指摘をうけたことで、連邦軍では研究開発中止が採られる。しかし公式発表の裏側で、開発中止の例外として「UC計画」において試験機の「スタイン01」ことシナンジュ・スタイン、別の開発系統では量産型νガンダムが建造される。
このうち、シナンジュ・スタインはネオ・ジオン軍残党「袖付き」に譲渡する計画が仕組まれ、宇宙世紀0094年に強奪事件に見せかけて2ユニットが引き渡されている。

### フル・サイコフレーム機の実戦投入
- 宇宙世紀0096年
  - アニメ『機動戦士ガンダムUC』

0096年においても、公式発表では表向き開発は中止されていることになっており、アナハイムの材料開発部に所属するアーロン・テルジェフはその理由を「未知の領域が大きすぎたからだ」と語っている。この時代では、サイコフレームの製造設備は機密保持のためにグラナダ工場が一括管理している。
技術を発展させたことで新型のサイコフレームが完成、ムーバブルフレームそのものをサイコフレームにしたフル・サイコフレーム構造が可能となり、それを採用したユニコーンガンダムが三機開発される。最終的にユニコーンガンダム1号機と2号機（総合性能向上仕様：バンシィ・ノルン）の二機は、連携することでコロニーレーザーの無効化を達成し、更に1号機は自己再生やサイコフィールド（人工物の分解）など、不可思議な現象をみせている。
この「ラプラス事変」を経て、1号機と2号機の二機は「U.C.0096時点の人類には扱い切れない」と見なされ、技術的特異点（シンギュラリティ・ワン）と呼称されることとなった。

### 秘匿されたサイコフレーム技術の捜索
- 宇宙世紀0096年
  - 『機動戦士ガンダム Twilight AXIS』

「ラプラス事変」から数ヶ月経ったこの時代、未だに連邦へともたらされたサイコフレームの精製法は連邦が厳重に管理していた。しかし、地球圏から離れつつあるアクシズの残骸にはまだ研究資料が残されている可能性があり、あるいは何者かがそれを入手することでサイコフレームを再開発、使用する懸念が残っていた。サイコフレーム技術を入手しようとブッホ・コンツェルンは私兵武装集団「バーナム」をアクシズの残骸へと差し向け、連邦側は特殊部隊マスティマをアクシズの残骸へと派遣し技術の漏洩を防ごうとしたのだった。
本作の漫画版（サンライズ編集協力）では、裏でサナリィがブッホ・コンツェルンに協力（情報、MS提供の見返りに、サイコフレーム関連情報を入手できた場合の共有を依頼）していた背景と、「バーナム」のヴァルター・フェルモがアクシズ研究施設から基礎研究資料の一部を秘密裏に回収していた事が描かれている。

### サイコフレームの封印と継続使用
- 宇宙世紀0097年
  - 『機動戦士ガンダムNT』

ラプラス事変後、ミネバ・ラオ・ザビ一党はユニコーンガンダム1号機、地球連邦軍は2号機 バンシィ・ノルンというそれぞれが保有する「シンギュラリティ・ワン」を提出。双方の監査人立ち会いのもとに解体・封印し、サイコフレーム研究、製造も禁止する協定を結んでいる。
この協定は、ジオン共和国軍大尉であるゾルタン・アッカネンが存在について指摘するレベルで周知されているが、実際には極秘裏にサイコフレームの研究が継続されたのだった。このためU.C.0097時点で既に、複数の組織が「協定違反」を承知でサイコフレームを搭載した機体・新技術を戦場に登場させている。特にルオ商会は民間企業でありながら、秘密裏にフル・サイコフレーム素体、及びハル・ユニットの予備パーツをまとめて蒐集していた上に他組織への横流しまで行っており、事態は混乱し続けることとなる。
当該の「不死鳥狩り」作戦以降、サイコフレームの研究は停滞したと考えられ、再びMS開発にサイコフレームが採用されるのは、20年以上あとの宇宙世紀0120年代まで待つこととなる。

### フォーミュラ計画でのサイコフレームの使用
- 宇宙世紀0110年代前半
  - 漫画『機動戦士ガンダムF90 ファステストフォーミュラ』、関連企画「月刊モビルマシーン」

ガンダムF90のNT仕様であるNタイプを構成する空間戦闘機ハルファイターは、のちのF91と同じMCA構造を採用しており、その中にはバイオセンサーやサイコミュも埋め込まれた、すなわち封印されたはずのサイコフレームも含まれている。このサイコフレームが木星船団で独自開発されたものであることと、それをサナリィに譲渡したことにサイド2コロニー「アメリア」の議員が関わっていることを0146年に雑誌『月刊モビルマシーン』の記者が突き止めたとされるが、直後に交通事故で急逝している。
- 宇宙世紀0120年前後
  - 『機動戦士ガンダムF91』、漫画『機動戦士ガンダムF91プリクエル』他

劇場アニメ『機動戦士ガンダムF91』に登場するガンダムF91にはサイコフレームの搭載が明言されており、サイコミュの主増幅器としてコクピット周辺に配置しているとされている。
漫画『F91プリクエル』では、ガンダムF91のMCA装甲の一部としてサイコフレームが採用されており、これを含めたサイコミュ系がパイロットの思考をバイオコンピューターへと伝達するためのデバイスとして機能している旨が語られている。
また、上記の「月刊モビルマシーン」においても、当時のサナリィはAE社に対抗するために禁忌技術を集めており、ガンダムF91にもバイオコンピューターと連動する形でサイコフレームが用いられているとされる。

## サイコフレーム搭載機
開発検証機
- AMA-X4 アハヴァ・アジール（元型となる精神感応技術を搭載、後に偶発的に持ち込まれたサザビーのサイコフレームが作動）
- MRX-013-3 G-ドアーズ（外付けのサイコプレート・システムとして装備）
  - AMS-123X-X ムーンガンダム（サイコプレートをバルギルに移植）

- AMX-107P サイコバウ（バウをベースにサイコプレートを搭載）

採用機
- MSN-03 ヤクト・ドーガ
  - MSN-03-2 サイコ・ギラ・ドーガ（小説『ベルトーチカ・チルドレン』版）
  - MSN-03B ギーセン・ドーガ（ゲーム『U.C. ENGAGE』版）
  - MSN-03 ヤクト・ドーガ 袖付仕様

- MSN-04 サザビー
  - MSN-04X サザビー タンデム型
  - MSN-04X2 サザビー 初期試験型（重力下仕様）
  - MSN-04FF サザビー ダブル・ホーン・ファンネル
  - MSN-04-2 ナイチンゲール

- NZ-666 クシャトリヤ
  - NZ-666 クシャトリヤ・ベッセルング
  - NZ-666 クシャトリヤ・リペアード

- MSN-06S シナンジュ・スタイン
  - MSN-06S-2 シナンジュ・スタイン 第二種仕様
    - NZ-999 IIネオ・ジオング（疑似サイコフレーム「サイコシャドー」を発生）

  - MSN-06S シナンジュ
    - NZ-999  ネオ・ジオング（疑似サイコフレーム「サイコシャドー」を発生）

- RX-90又はYRX-90A μガンダム
- RX-93 νガンダム
  - FA-93HWS νガンダム ヘビー・ウエポン・システム（フルサイコフレーム化も検討）
  - RX-93 νガンダム ダブル・フィン・ファンネ
  - RX-93ff νガンダム ロングレンジ・フィン・ファンネル
  - RX-93-ν2 Hi-νガンダム

- RX-94 量産型νガンダム
- RX-0 ユニコーンガンダム
  - RX-0 フルアーマー・ユニコーンガンダム
  - RX-0 フルアーマー・ユニコーンガンダム・プランB
  - RX-0 ユニコーンガンダム ペルフェクティビリティ
  - RX-0 ユニコーンガンダム ペルフェクティビリティ・ディバイン

- RX-0 バンシィ
  - RX-0[N] バンシィ・ノルン

- RX-0 フェネクス
  - CAMS-RX0 G-フェネクス （遥か未来の「リギルド・センチュリー」での再建造）

- ハルファイター（サイコミュ試験用F90ミッションパック兼戦闘機）
- F91 ガンダムF91（前述）

模型雑誌設定
- α-000-0001 ガイア・ギアα（サイコフレーム方式のサイコミュを装備しているとされる）

改造搭載
- MSK-008 シャア専用ディジェ（ディジェを初期テスト用に改修）
  - MSK-008S ディジェ・トラバーシア （中破した機体を再改修）

- AMX-107R リバウ（バウをベースに改造）
- AMA-X7 シャンブロ（アニメ版設定）
- YAMS-132 ローゼン・ズール（ギラ・ズールをベースにシナンジュの予備品を使用）
- RIX-00PT GFタンク（ロトをベースに改造）
- RGM-89NT-1 ロズウェル・ジェガン（ジェガンA型をベースにデータ収集用に改造）
- RGZ-95N リゼル N型（リゼルをベースに改造）
  - RGZ-95N リゼルN型 ディフェンサーgユニット

- MSA-0120ドライグ（シルエットフォーミュラにより7・8号機に搭載疑惑がある）
- ムラサメ（サイコガンダムをベースに改造。修繕・改造で口部形状変更）

外装搭載
- RIX-001[GA] ガンダムGファーストDX（GFタンクと合体）
- RIX-003[GA] キャノンガンDX（GFタンクと合体、劇中では発動はしなかった）
- DZ-001 デルタザイン（シールドにサイコフレーム搭載）
- RX-9 ナラティブガンダム（撤去されたサイコフレームに代わり、パイロットがサイコ・スーツを着用）
  - RX-9/A ナラティブガンダム A装備
  - RX-9/B ナラティブガンダム B装備
  - RX-9/B2 ナラティブガンダム B2装備
  - RX-9/C ナラティブガンダム C装備（ユニコーンガンダムの予備品を追加装甲として装備）

- F90N ガンダムF90 Nタイプ（ハルファイターをミッションパックとして換装）
- OMS-90R2 F90N ウルス・ラグナ（ハルファイターをミッションパックとして換装）

仕様外
- RGZ-91 リ・ガズィ（仮設バイオセンサーとパイロットが身に着けて搭乗したサイコフレーム試料が偶発的に作動）
- サダラーン級 ファドラーン（漫画版Twilight AXIS、未成のサイコミュ防御実証艦と持ち込まれたサザビー残骸のサイコフレームが偶発的に作動）

## その他
- フリーライターの永島収は、『機動戦士ガンダム 逆襲のシャア』の劇中で、サイコフレーム試料の形状がＴ字型だったことについて、監督である富野由悠季の頭文字のＴではないかと推察している[88]。